# 4分間のマリーゴールド
『4分間のマリーゴールド』（よんぷんかんのマリーゴールド）は、キリエによる日本の漫画作品。『ビックコミックスピリッツ』（小学館）にて、2017年24号（2017年5月15日発売）から2018年10号（2018年2月5日発売）まで連載された。コミックスは全3巻。手に触れるだけでその人の死の運命が視える救急救命士と残り1年の命であると分かってしまう義姉との禁断の恋を描く。

## あらすじ
救命士になったばかりの花巻みことは手を重ねた人の「死の運命」が見える能力があることに気づく。しかしこの能力によって最愛の義姉、沙羅が1年後の27歳の誕生日に亡くなる未来を知ってしまい、みことはその運命を回避するために奮闘していく。

## 登場人物
花巻 みこと（はなまき みこと）
新人救急救命士。父が再婚したことにより姓が「花巻」となる。廉・沙羅・藍とは血縁関係はないが兄弟仲は良い。ある日、他人の手に触れるだけで死の運命が視える能力があることに気づく。
花巻 沙羅（はなまき さら）
みことの義姉で画家。初登場時の年齢は26歳。好きな色は黄色やオレンジなど暖色系で、花はマリーゴールドが好き。みことが触れたことにより余命1年であることが分かってしまう。
花巻 廉（はなまき れん）
みことの義兄。職業は警備員。10代の頃は暴走族に入る程の不良だった。
花巻 藍（はなまき あい）
みことの義弟。高校生。喫煙や学校をサボるなど不良っぽい面があるが、家事を担うなど優しい面もある。

## 書誌情報

### 漫画
- キリエ 『4分間のマリーゴールド』 小学館〈ビッグコミックス〉、全3巻
  1. 2017年8月10日発売[小 1]、ISBN 978-4-09-189622-3
  2. 2017年12月12日発売[小 2]、ISBN 978-4-09-189697-1
  3. 2018年4月12日発売[小 3]、ISBN 978-4-09-189856-2

### 小説
- 桐衣朝子 『4分間のマリーゴールド』 小学館〈小学館文庫〉、2019年10月4日発売[3]、ISBN 978-4-09-406698-2

## テレビドラマ
2019年10月11日から12月13日]までTBSテレビ系「金曜ドラマ」にて放送された。主演は福士蒼汰。同年1月期の金曜ドラマ『メゾン・ド・ポリス』同様共同テレビ（共テレ）との共同制作。
キャッチコピーは「「生」と「死」に、立ち向かう強さをください。」。
ドラマ化に際し、原作者キリエの母親である桐衣朝子によるノベライズ版が発売された。

### キャスト

#### 主要人物
- 花巻みこと〈25〉 - 福士蒼汰（幼少期：山城琉飛）
- 花巻沙羅〈27〉 - 菜々緒[4]（幼少期：中田華月）
- 花巻藍〈18〉 - 横浜流星[6]（幼少期：吉田湊）
- 花巻廉〈35〉 - 桐谷健太[6]

#### 横浜市消防局桜坂消防出張所
- 磯辺健太〈30〉 - 西村元貴
- 上田祐樹〈23〉 - 伊藤あさひ
- 阿部志乃〈24〉 - 関水渚
- 江上良平〈40〉 - 三浦誠己

#### 花巻家
- 花巻理津〈55〉 - 麻生祐未（第8話・最終話[注 1]）[7]

#### その他
- 遠藤琴〈17〉 - 鈴木ゆうか
- 青葉広洋〈33〉 - 佐藤隆太[8]（第3話から出演）
- 吉野洋子 - 羽村純子
- 大村拓郎 - 中野剛
- 高木ゆき - 石田凛音
- 花巻光生 - 村上新悟
- 鈴本千冬 - 磯山さやか（第4話から出演）
- 高木静香〈40〉 - 西尾まり
- 原田治〈50〉 - 橋本じゅん

#### ゲスト
第1話
- 山口徹 - 須田邦裕
- 山口有紀 - 森南波
- 山口久司 - 原田文明
- 花屋の店員 - 加藤小夏
- 菅原 - 春延朋也

第2話
- 日村和江 - 松金よね子

第3話
- 中谷敦志 - 尾上寛之
- 中谷美亜 - とももともも

第4話
- 二条梓 - 筒井真理子
- 二条歩 - 広山詞葉
- 佐藤 - 大島蓉子
- 岡部 - 夙川アトム

第5話
- 原田理沙 - 七瀬なつみ

第6話
- 横山京子 - 馬渕英里何

第8話
- 赤木伊織 - 仁村紗和
- 赤木和也 - 佐戸井けん太

第9話
- 滝沢卓 - 市川知宏
- 矢野直哉 - 川口和空
- 滝沢幸子 - 兎本有紀

最終話
- 片岡拓郎 - 小市慢太郎
- 林田秀人 - 薬丸翔
- 花屋の店員 - 加藤小夏

### スタッフ
- 原作 - キリエ 『4分間のマリーゴールド』（小学館ビッグスピリッツコミックス刊）
- 脚本 - 櫻井剛
- 音楽 - 兼松衆、櫻井美希
- 主題歌 - 平井堅 「#302」（ソニー・ミュージックレーベルズ）[9][10]
- 協力 - 横浜市消防局
- 医療監修 - 中澤暁雄、山本昌督
- 絵画監修 - 中島健太
- プロデューサー - 橋本芙美（共同テレビジョン）
- 演出 - 河野圭太、城宝秀則、紙谷楓（いずれも共同テレビ）
- 製作 - 共テレ、TBS

### 放送日程
| 話数                                                                        | 放送日   | サブタイトル                       | ラテ欄                                              | 演出     | 視聴率 |
| --------------------------------------------------------------------------- | -------- | ---------------------------------- | --------------------------------------------------- | -------- | ------ |
| 第1話                                                                       | 10月11日 | 血の繋がらない姉への秘めた想い     | 血の繋がらない姉は余命1年… 純愛は奇跡を起こせるのか | 河野圭太 | 10.3%  |
| 第2話                                                                       | 10月18日 | 料理担当の末っ子・藍の抱える秘密   | 守りたい… 義姉の命と末っ子の秘めた思い              | 河野圭太 | 07.8%  |
| 第3話                                                                       | 10月25日 | 突然の告白! 沙羅の秘めた想い…      | ずっと好きだった 涙と雨と衝撃の告白                 | 城宝秀則 | 07.6%  |
| 第4話                                                                       | 11月01日 | 義兄VSみこと! 秘密の恋がばれた日   | はじめてのキス! 兄の怒り…壊れる絆                   | 城宝秀則 | 06.2%  |
| 第5話                                                                       | 11月08日 | ついに運命の告知 私、死ぬの…?      | わたし…死ぬの? ついに運命の告知!                    | 河野圭太 | 07.1%  |
| 第6話                                                                       | 11月15日 | 第二章の始まり-ついに結婚!         | 結婚しよう… 花嫁に捧げる覚悟と決意                  | 紙谷楓   | 05.7%  |
| 第7話                                                                       | 11月22日 | 兄弟喧嘩勃発! そして沙羅に異変が!? | 兄弟号泣! 大喧嘩迫る余命…体の異変                   | 城宝秀則 | 07.1%  |
| 第8話                                                                       | 11月29日 | 母帰国で新たな波乱!?…迫る運命の日  | 運命が変わる…!? 帰国した母親の覚悟と愛              | 河野圭太 | 06.4%  |
| 第9話                                                                       | 12月06日 | 奇跡の予兆!?…運命が視えない!       | 奇跡は起こせる!! 命を救う…強い想い                  | 城宝秀則 | 07.0%  |
| 最終話                                                                      | 12月13日 | 奇跡は起きるか!? ついに運命の日!   | 今夜完結!! 運命の日… 奇跡が起きる                   | 河野圭太 | 09.2%  |
| 平均視聴率 7.4%（視聴率はビデオリサーチ調べ、関東地区・世帯・リアルタイム） |          |                                    |                                                     |          |        |

| TBS系 金曜ドラマ                     | TBS系 金曜ドラマ                                    | TBS系 金曜ドラマ                                           |
| 前番組                               | 番組名                                              | 次番組                                                     |
| ------------------------------------ | --------------------------------------------------- | ---------------------------------------------------------- |
| 凪のお暇 （2019年7月19日 - 9月20日） | 4分間のマリーゴールド （2019年10月11日 - 12月13日） | 病室で念仏を唱えないでください （2020年1月17日 - 3月20日） |